# Dekanat Ropa
Dekanat Ropa (dekanat ropski) – dekanat wchodzący w skład diecezji tarnowskiej, powstał na mocy Dekretu 1 listopada 1998 roku wyłączając kilka parafii (w tym parafia Ropa) z dekanatu Grybów ze względu na dużą odległość parafii, względy duszpasterskie współpracę kapłanów w dekanacie, na mocy kan. 374 § 2 KPK, ówczesny biskup tarnowski Wiktor Skworc oraz ks. kanclerz kurii diecezjalnej w Tarnowie dr Karol Dziubaczka, dokonali reorganizacji dekanatu grybowskiego, ustanawiając nowy dekanat Ropa.
W skład dekanatu wchodzą parafie:
- Banica – Parafia Świętych Kosmy i Damiana w Banicy
- Brunary – Parafia Najświętszej Maryi Panny Wniebowziętej w Brunarach
- Łosie – Parafia Narodzenia Najświętszej Maryi Panny w Łosiach
- Ropa – Parafia Św. Michała Archanioła
- Szymbark – Parafia Matki Bożej Szkaplerznej
- Śnietnica – Parafia św. Andrzeja Boboli w Śnietnicy
- Uście Gorlickie – Parafia Matki Bożej Nieustającej Pomocy
- Wysowa-Zdrój – Parafia Najświętszej Maryi Panny Wniebowziętej